# 이즈홋카와역
이즈홋카와역(일본어: 伊豆北川駅、いずほっかわえき)은 일본 시즈오카현 가모군 히가시이즈정 나라모토 에 있는 이즈 급행 이즈 급행선의 역이다. 단선 승강장 1면 1선을 가진 지상역이다. 역번호는 IZ08.

## 역 구조
| ■ 이즈 급행선 | 하행 | 이즈큐시모다 방면 | ■ 이즈 급행선 | 상행 | 이토 · 아타미 방면 |

## 갤러리

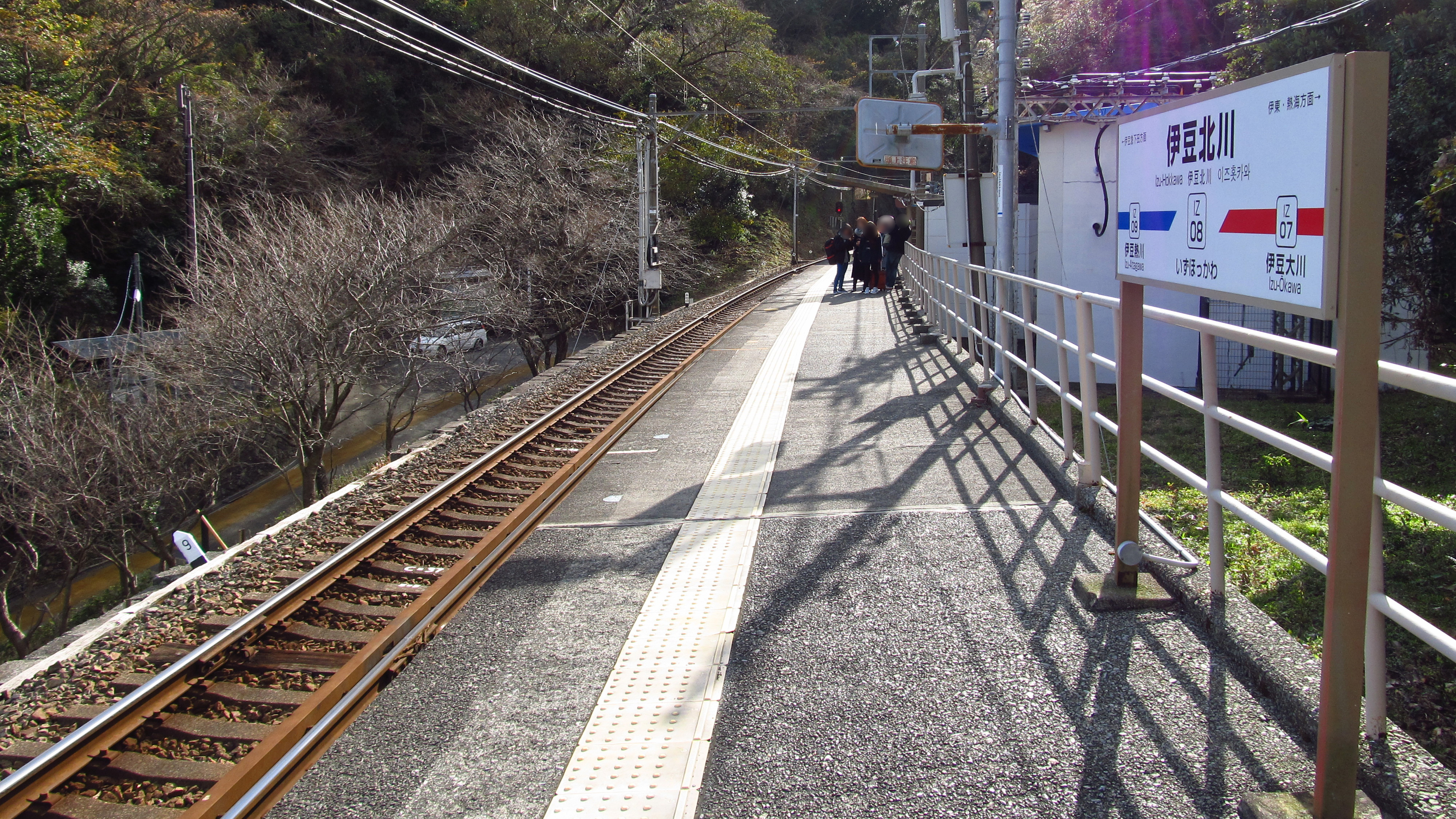
승강장
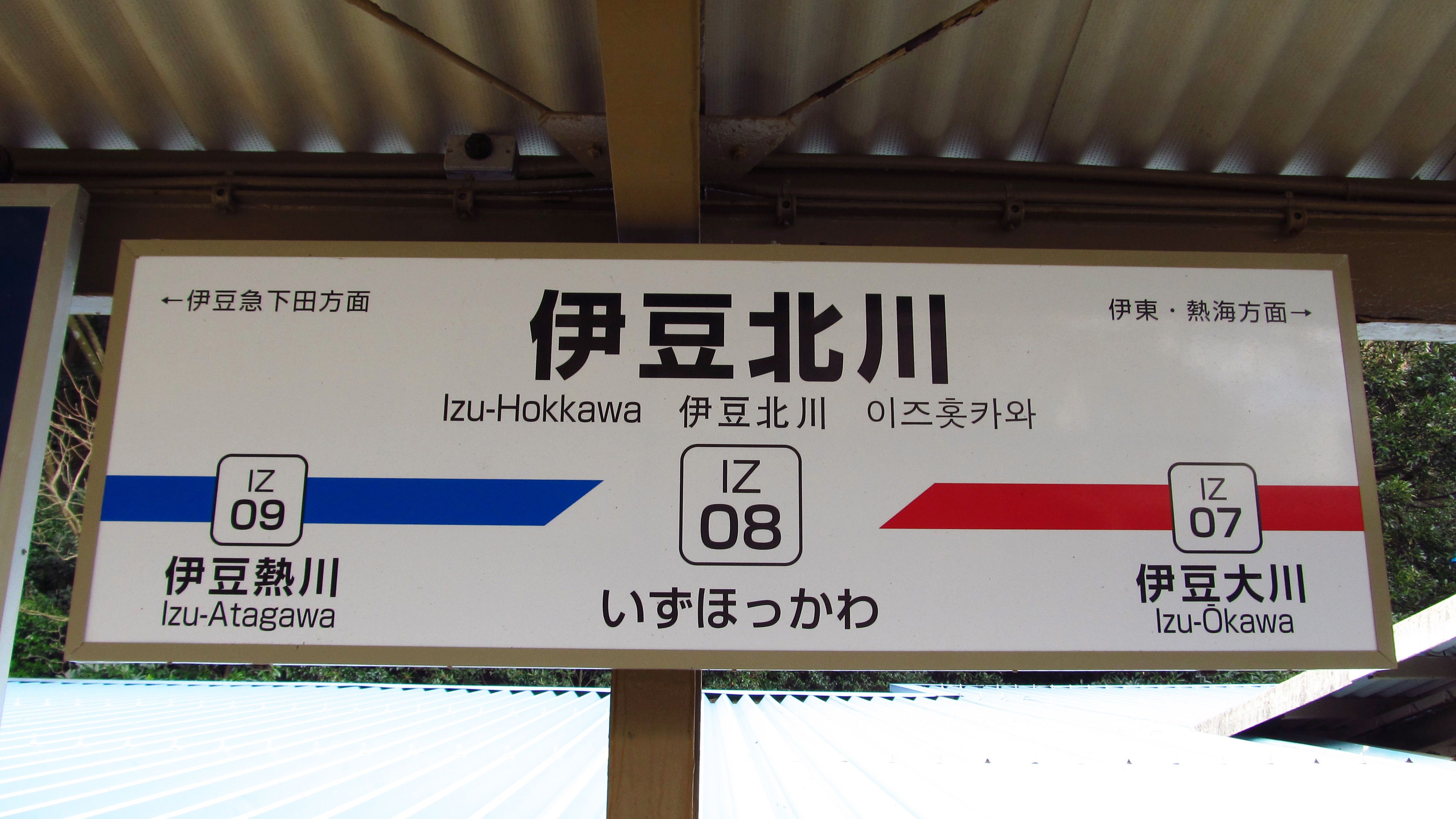
역명판

## 인접역
| 이즈 급행 이즈 급행선 | 이즈 급행 이즈 급행선 | 이즈 급행 이즈 급행선          |
| --------------------- | --------------------- | ------------------------------ |
| 이즈오카와 이토 방면  | ■ 이즈 급행선         | 이즈아타가와 이즈큐시모다 방면 |